# La Encamisá de Torrejoncillo
La Encamisá es una fiesta de Extremadura que se celebra la noche de cada 7 de diciembre en el municipio español de Torrejoncillo (Cáceres).

## Origen

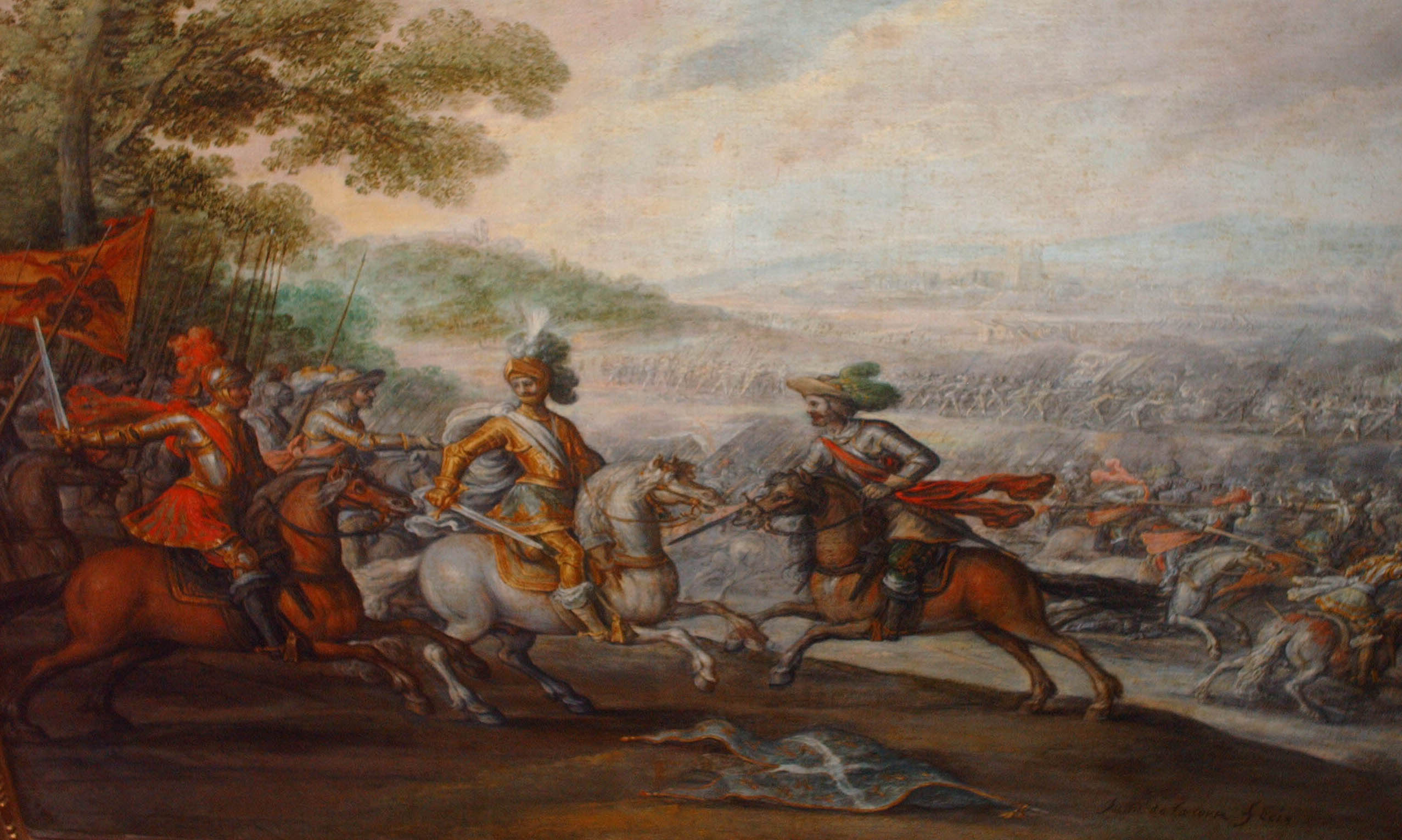
Batalla de Pavía (1525). Prendimiento del rey Francisco I. Cuadro de Juan de la Corte.

No se puede certificar cual es el origen de la fiesta pero se supone que proviene de algún hecho bélico en el que intervinieron torrejoncillanos. Los elementos que forman la fiesta como son los jinetes encabezados por un estandarte y las escopetas hace suponer el origen bélico de la fiesta.
Algunos estudiosos como Domínguez Moreno sitúan el origen de La Encamisá en la época prerromana en honor a la diosa Ataecina, diosa de la noche, y relaciona el fuego y los ruidos estruendosos con un fin purificador.
López Bernalt también dice que el origen estaría en una acción encamisada «ataque sorpresa que se ejecutaba de noche poniéndose los atacantes camisas blancas para distinguirse del enemigo». Diccionario de Autoridades) durante el año 1465 cuando la ciudad de Coria sufrió un asedio. 
Otros investigadores, como Juan Moreno Lázaro, data su origen en la guerra de Flandes, por 1585. Francisco de Bobadilla y sus tercios se ven obligados a recogerse en la isla de Bommel, cercados por el enemigo, uno de los soldados, el mismo día 7 de diciembre, encuentra, al cavar para hacer una trinchera, un canuto con un óleo conteniendo la imagen de la Purísima. Este hecho levanta la moral de la tropa y el lienzo es vitoreado y aclamado. En esa madrugada del 7 al 8 de diciembre cae una helada tan grande que los barcos que cercan la isla quedan inmovilizados por el hielo. Advertido Bobadilla, ordena a los soldados que se pongan sus camisas sobre el uniforme, y deslizándose sobre el hielo, logran sorprender al camuflarse, a los holandeses, que pasaron de sitiadores a prisioneros. Los tercios son transportados al pueblo de Bulduc, donde llevaron el lienzo y donde celebraron una fiesta en honor a María Inmaculada.
La leyenda, más que teoría que ha cobrado más fuerza nos llevaría a la batalla de Pavía. Es durante esta campaña en la que el capitán Alfonso de Ávalos, de origen torrejoncillano, camufló a sus hombres bajo sábanas que les hicieron invisibles en la nieve. Así lograron ganar. A la vuelta a su pueblo, dicen, comenzó a representarse esta hazaña bélica, adquiriendo la fiesta un creciente fervor mariano al afirmarse que la Virgen les ayudó a vencer en Italia.
En la mención que hace Majada Neila en su libro Morena Extremadura, estudió de las raíces moras en Extremadura, de la Encamisá dice:

...la impresión que la fiesta da al visitante es totalmente moruna.

Majada además comenta que La Encamisá nos puede transportar en la memoria a alguna fiesta de la actual norteafricana. Se basa para certificar esto en la «algarada de las calles, el manto blanco de los jinetes, el olor a pólvora, el aceite de los frites y la algarada de vítores, gritos, campanas, tiros y cantos hasta enronquecer...»

## La Encamisá

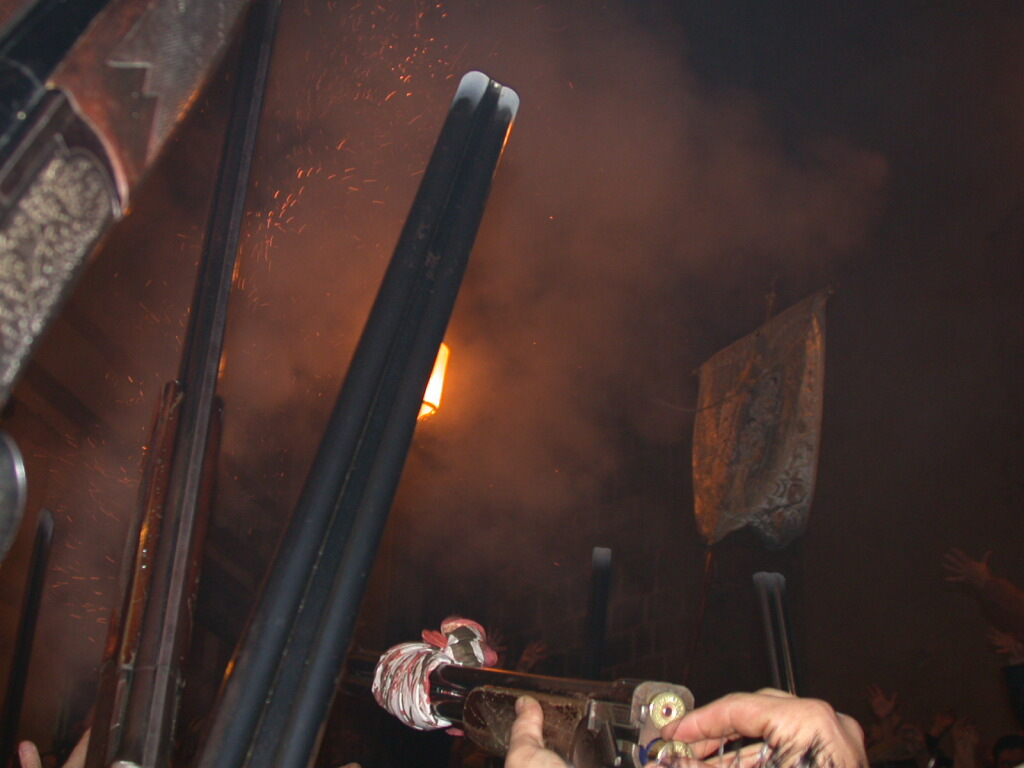
Estandarte.

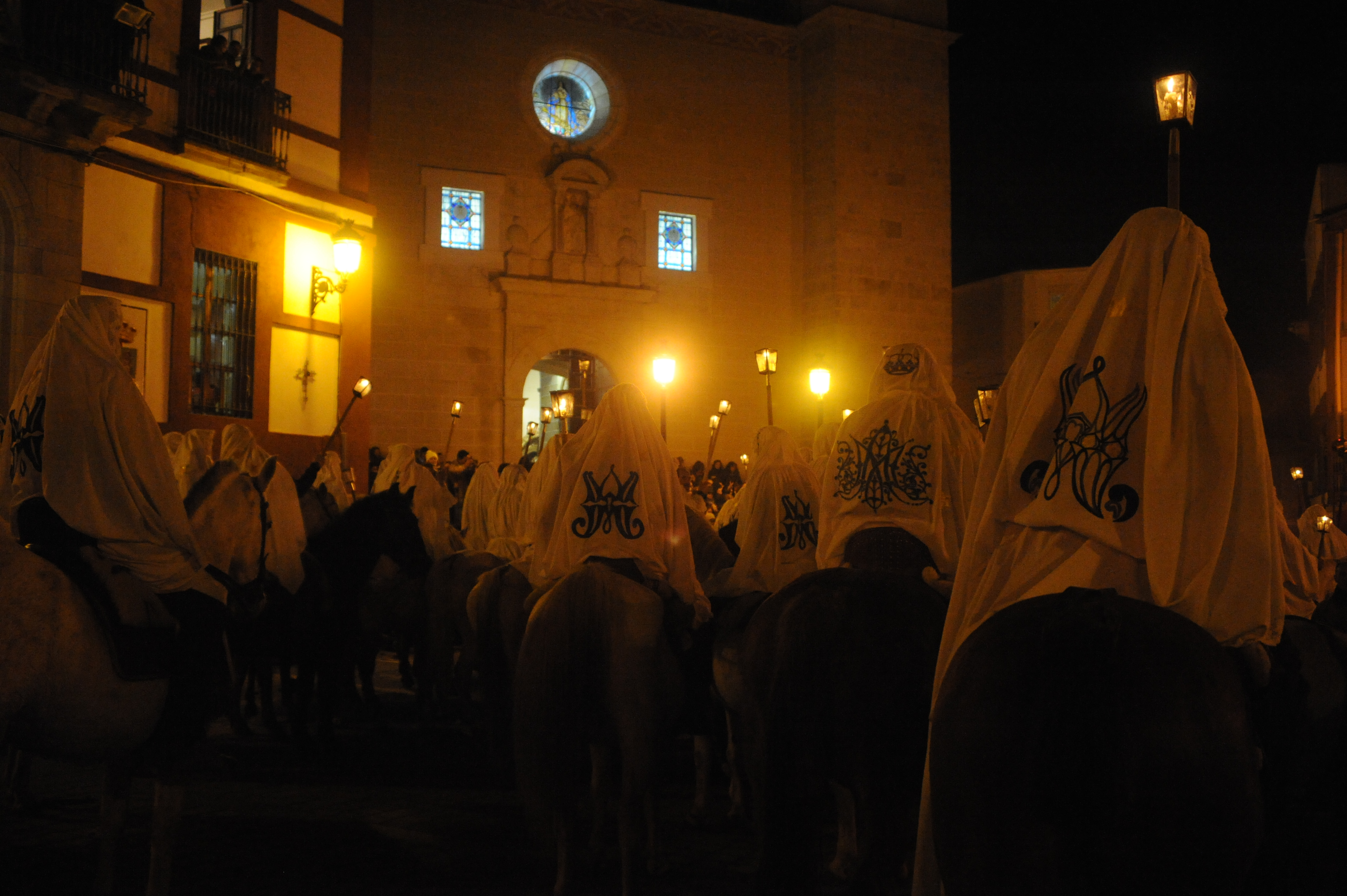
Paladines de la Encamisá

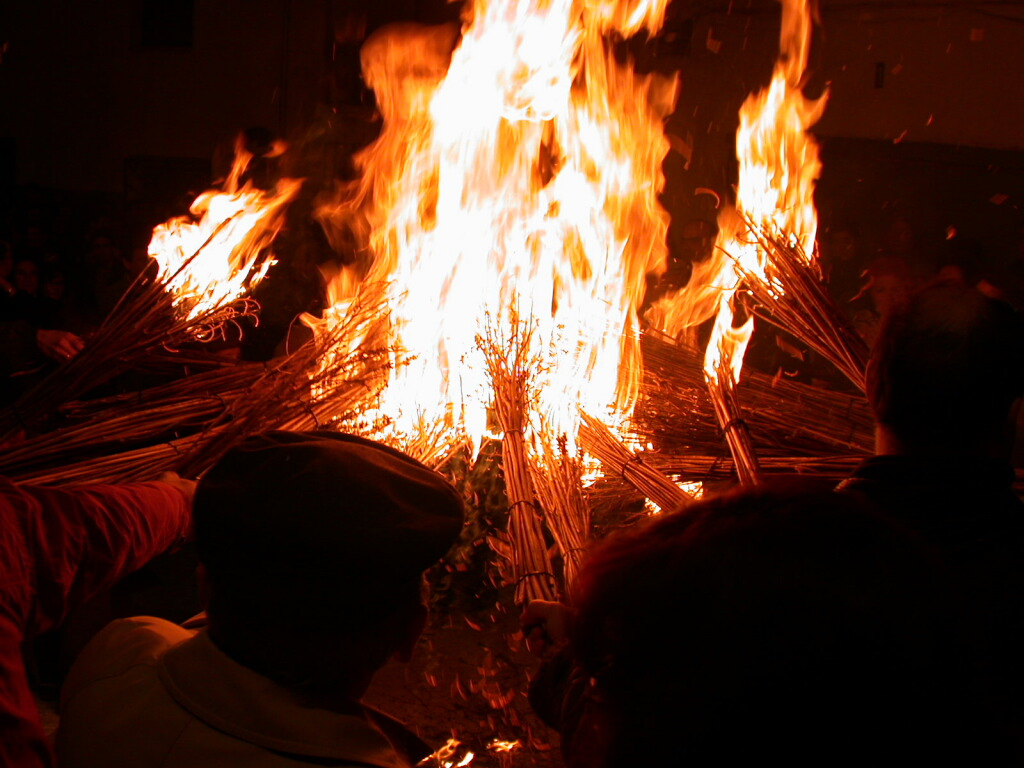
Lumbre, quemando las jachas.

A las diez de la noche del 7 de diciembre, víspera del día de la Inmaculada Concepción, la puerta de su iglesia parroquial (San Andrés) se abre y de ella sale un estandarte celeste con la imagen de María Inmaculada bordada.
En otro lugar de su plaza Mayor, otro grupo de personas disparan sus escopetas, lanzando salvas en honor a la Virgen, cubriendo toda la plaza de humo y olor a pólvora que hace que el momento no sea solo visual y todos los sentidos capten algo de esta fiesta. El estandarte recorre unos 20 m y es entregado al mayordomo que monta un caballo atalajado vistosamente para la ocasión. Este va acompañado por dos personas a sus lados y detrás varias centenas de jinetes que en el momento de recibir el mayordomo el estandarte, lo vitorean y aclaman. Gritan las almas y no las gargantas. Todos van cubiertos por una sabana blanca, adornada con finísimas puntillas y en algunos casos por la imagen de María Inmaculada o por estrellas doradas. 
Entre todos hacen que el momento sea indescriptible e irrepetible. Noche entrañable, mágica y misteriosa. Las lágrimas se abren paso entre las mejillas de la multitud, recordando a los que esa noche no acompañan pero que también vitorearan a la Virgen por boca de otros. Entre una nube con olor a pólvora, la procesión recorrerá las empinadas calles del pueblo.
En las plazuelas se encienden joritañas con las que combatir al frío o simplemente charlar alrededor de ella con los familiares y amigos, en las cuales los niños quemarán sus jachas (haz de gamonita) que con mucho amor y paciencias les han preparado sus abuelos o padres.  Todo el pueblo acompaña y aclama a su Virgen lanzándole entre viva y viva un trocito de su corazón. Después de dos horas y media aproximadamente la comitiva regresa a la plaza y todo el pueblo despide el Estandarte con la misma fuerza que lo recibió pero con la satisfacción de haberlo tenido cerca de ellos, de haberle pedido esa gracia que alguien espera alcanzar, de haberlo acompañado un año más y de llevarse cada uno a la Virgen más cerca de su corazón. A continuación, los mayordomos invitan a todos los asistentes a degustar los coquillos y a probar los ricos caldos de la zona.

## Otros actos

### Mayordomía
El mayordomo era el encargado de organizar la Encamisá, corriendo con los gastos que suponían, en un principio era un acto voluntario, en el que la gente se ofrecía voluntaria por promesas a la Virgen entre otros motivos.
Debido al encarecimiento de las fiestas, en ocasiones se necesitaba la colaboración de toda la familia del Mayordomo para hacer frente a los gastos que conllevaba, por este motivo poco a poco se fue produciendo un declive en la mayordomía, y durante unos años se tuvieron que hacer cargo las Hijas de María, en el año 1973 se funda la asociación de Los Paladines de la Encamisá, con la idea de hacerse cargo de los gastos que conllevaba la realización de las fiestas, y que de este modo no se volvieran a quedar sin mayordomos, como ocurrió en los años 1966 y 1968, esta idea tuvo una gran acogida por los vecinos y se unió la mayor parte del pueblo.
Actualmente, la asociación se hace cargo de la mayordomía los años pares, sorteando entre los socios quien será el portaestandarte.
El sorteo se realiza el tercer fin de semana del mes de noviembre.

### Pregón
Aunque con fecha variable, normalmente el sábado anterior al 7 de diciembre, se celebra el pregón de las fiestas, organizado desde 1973 por la Asociación Paladines de la Encamisá. Esta asociación se encarga de velar para que la fiesta guarde sus tradiciones, asume la mayordomía en caso de que no se ofrezca ninguna persona y organiza un amplio programa de fiestas en torno a la celebración de La Encamisá.

### Ofrenda
Al día siguiente del pregón, el domingo por la mañana, se celebra la ofrenda de flores a la Virgen en la que mujeres y parejas ataviadas con el tradicional traje torrejoncillano recorren las calles de Torrejoncillo para terminar en la Iglesia depositando las flores a los pies de María.

### Novenario
Se realiza durante los nueve días anteriores al 8 de diciembre (día de la Inmaculada Concepción).
Durante las novenas, un sacerdote predicador invitado, nos habla sobre la vida de la Virgen, al término de la novena, el coro parroquial, compuesto de jóvenes torrejoncillanas, canta canciones dedicadas a la Virgen, y finalizando con el "Pues Concebida", momento en el que comienzan a escucharse vivas a la Virgen.

### Andar la Encamisá
Se conoce como andar la Encamisá al acto que se realiza la noche del 6 al 7 de diciembre a partir de la media noche, y la cual consiste en realizar el mismo recorrido que se realizará con el estandarte de la Inmaculada en la procesión de La Encamisá, durante este recorrido, se va rezando el rosario por las calles del pueblo, antiguamente era realizado por personas que estaban de luto, o aquellos que por algún motivo no iban a poder asistir a La Encamisá.

### La Pura
El día 8 de diciembre es conocido como el día de La Pura. Durante este día al finalizar la misa de las doce, sale en procesión la imagen de la Inmaculada, la cual realiza una vuelta alrededor de la iglesia de San Andrés, al finalizar, se acompaña a los mayordomos a un convite realizado para todos los vecinos.
Por la tarde, se realiza el último novenario, y al finalizar, vuelve a salir en procesión la Virgen, pero esta vez por un recorrido distinto, siendo este más largo que el de por la mañana.

### La Pura Chica
Se celebra el día 9 de diciembre y es conocido como el día de La Pura chica, durante este día se realizan muchas actividades dedicadas para los niños y convites para todos los vecinos del pueblo.

## Cántico a la virgen
| PUES CONCEBIDA FUISTE SIN MANCHA ¡AVE MARÍA, LLENA DE GRACIA!     |                                                                      |                                                                        |                                                                       |                                                                     |                                                                       |                                                                          |
| I Oliva Verde, Paloma blanca, Iris que anuncia paz a las almas.   | III Aurora hermosa, luna sin mancha, sol refulgente, estrella magna. | V Judit valiente, Deborah ufana, Raquel hermosa, que a todas ganas.    | VII Fuente perenne, pozo de agua, santas que salen del mar de gracia. | IX ¡Oh Virgen Madre! nuestra abogada refugio firme dulce esperanza. | XI En el Imperio todos te aclaman ¡Oh Virgen Madre! tres veces santa. | XIII En este día, en esta noche, cantar queremos tu santo nombre.        |
| II Rosa fragante más no espinada, que de Dios eres la preservada. | IV Blanca azucena Virgen sin mancha, eres, ¡Oh Madre! Inmaculada.    | VI Dulce María de entre las rosas, Dios te ha escogido la más hermosa. | VIII Ora pro nobis pues tu eficacia, al invencible vence y aplaca.    | X Haz que tu hijo nos dé su gracia y en ella siempre perseverancia. | XII En esta noche y en este día, digamos todos: ¡Viva María!          | XIV En todo tiempo Tú nos amparas, pero en la muerte con más constancia. |